# Берлиян, Андрей Апанасович
Андре́й Апана́сович Берлия́н (1925 год, село Большая Врадиевка, Велико-Врадиевский район, Первомайский округ, Украинская ССР — 1981 год, Врадиевка, Врадиевский район, Николаевская область, Украинская ССР) — колхозник, бригадир колхоза «Украина» Врадиевского района Николаевской области. Герой Социалистического Труда (1973).
Награжден орденом "За отвагу"(02/03/1945).
Именем Андрея Берлияна названа одна из улиц Врадиевки.

## Биография
Родился в 1925 году в крестьянской семье в селе Большая Врадиевка (сегодня — село Врадиевка Врадиевского района Николаевской области). С марта 1944 года участвовал в Великой Отечественной войне в составе 2-го и 3-го Украинских фронтов. Дважды ранен. После демобилизации в 1947 году работал учётчиком, заведующим током, бригадиром полеводческой бригады № 3 колхоза «Украина» Врадиевского района. Окончил Мигеевский сельскохозяйственный техникум.
В 1973 году удостоен звания Героя Социалистического Труда.
Умер в 1981 году.

## Награды
- Герой Социалистического Труда — указом Президиума Верховного Совета СССР от 8 декабря 1973 года
- Орден Ленина (дважды)
- Орден «Знак Почёта»
- Медаль «За отвагу»